# Zhang Yuankai
Zhang Yuankai (ur. 23 lipca 1976) – chiński zapaśnik walczący w stylu klasycznym. Zajął 22. miejsce na mistrzostwach świata w 1998. Czwarty na igrzyskach azjatyckich w 1998. Srebrny medalista igrzysk Azji Wschodniej w 1997 roku.